# A Kalocsa-Kecskeméti főegyházmegye története

## Kalocsai érsekség/püspökség
A magyarok első királya, Szent István (997–1038) alapította a kalocsai székhelyű püspökséget, közvetlenül Esztergom (1001) és Veszprém után, valószínűleg már 1002-ben. Területe Solt magasságától a Duna-Tisza közén át déli irányban egészen a Száva folyóig terjedt, és az ókori Szerémséget és Sirmium városát is magában foglalta. Első főpapja Asztrik apát volt, aki az 1000. év őszén II. Szilveszter pápától koronát hozott István fejedelem részére. Feltehetően neki köszönhető, hogy a Kalocsai Püspökség érseki rangra emelkedett Kalocsán. Aserik-Anasztáz érsekségéről a következő történet maradt fenn a Hartvik-féle Szent István legenda alapján:
"Volt egy Sebestyén nevű szerzetes, kinek életét feddhetetlennek s vallásosságát Isten szolgálatában odaadónak tartatták. Ezt a tiszteletre méltó király csodálatos szeretettel kezdte kedvelni, mert valaki mennél vallásosabb volt, ő ahhoz annál szívesebben hajolt. Ezt hát élete érdemeiért főpapi tisztségre méltónak ítélte, s az esztergomi érsekség kormányzására kinevezte. Ám minthogy megostoroz Isten mindenkit, akit fiává fogad, a mondott Sebestyént is, hogy türelmét próbára tegye, testi szemeinek világától egy időre megfosztotta. De hogy a hitben zsenge nyáj a pásztor vezetése híján a kitűzött helyes ösvényről le ne térjen, a római főpap egyetértésével a király a többször említett Asrik kalocsai püspököt állította a helyére. Három év leforgásával Sebestyén Isten irgalmából visszakapta szeme világát, az apostoli szék tanácsára visszakerült hivatalába, Asrik pedig érseki palásttal tért meg saját egyházához, a kalocsaihoz."
Ily módon lett Magyarországon már a kereszténységre térésének legelején-más kelet-európai országoktól eltérően-két érsekség.
Alapítólevél a kalocsai püspökségről, majd érsekségről nem maradt ránk. A székesegyház védőszentjévé Szent Pál apostolt tették.

## A kezdetektől a török terjeszkedésekig
Az érsekség területének nagy része a várostól déli és délkeleti irányban feküdt, érseki tartományát pedig a Csanádi, Nagyváradi, Erdélyi, majd később a Zágrábi egyházmegyék képezték. Szintén az érsekséghez tartozott hat missziós püspök, amely jelzi a térítő és egyházszervező jelleget. Szent László király (1077–1095) az érsekség számára délen Bács városát illetve várát jelölte ki székhelyül (Kalocsa mellé), föltehetőleg azért, hogy a szomszédos Bizánci Birodalom egyházának hatását ellensúlyozza és a Balkánról beszivárgó eretnekségeknek gátat vessen. Így az 1090-es évektől kezdve a Kalocsa-Bácsi főegyházmegyének két székhelye, és ennek megfelelően két székesegyháza, székeskáptalanja volt. Mind Kalocsa, mind Bács egyházának védőszentje Szent Pál apostol volt, s a két székhely ellenére az egyházmegyének mindig csak egy érseke volt. Az érsek a középkorban gyakrabban tartózkodtak a déli székhelyen, emellett országos tisztségeik is voltak: a királyi kancelláriát is vezették, később pedig a bodrogi és a bácsi vármegye főispáni tisztét is ellátták.
A tatárjárás (1241–1242) a Kalocsai főegyházmegye területén is súlyos pusztítással járt. A templomok, monostorok és kolostorok újraépítése után a XIV. században kb. 300 plébániát említenek a források. A XV. században a Oszmán Birodalom terjeszkedése egyre több gondot okozott az érsekeknek, akik ekkor inkább voltak hadvezérek, mint főpapok. Magyarország érdeke tőlük a déli határok katonai védelmét követelte meg. I. Szulejmán szultán seregei 1526-ban Mohácsnál csaptak össze a magyar seregekkel, amelyeket Tomori Pál kalocsai érsek (1523–1526) vezetett. Tomori érsek életét áldozta az országért és az Egyházért.

## A török hódítástól a törökök kiűzéséig
A vesztes mohácsi csatát nagyszámú templom, köztük a bácsi székesegyház pusztulása követte. Nyom nélkül pusztult el a középkorban virágzó monostorok jelentős része. A másfél százados török uralom a magyar lakosság megfogyatkozását, és a délszláv népek betelepedését hozta. Az érsekek nem tartózkodhattak egyházmegyéjük területén, és a lelkipásztorkodást – mivel egyházmegyés pap alig akadt – bosnyák ferences szerzetesek végezték. Buda várának 1686-os visszafoglalása után az érsekség területén is megindulhatott az újjáépítés, mindenekelőtt az elnéptelenedett falvak betelepítésével.
A XVIII. században számos faluba, főként a Bácskában, katolikus német telepeseket költöztettek, elsősorban a Svábföldről, de a horvátok, bunyevácok és sokácok is érkeztek nagy számban. A század derekára megépült a jelenlegi székesegyház, a nagyszeminárium és végül az érseki rezidencia. A barokk század végére a hatalmas kiterjedésű érsekség benépesült és újjáépült, mindössze a régi déli székhely, Bács vára maradt romokban. Az említett munkában jelentős szerepe volt a zajezdai báró Patachich család két tagjának, akiknek érseksége mintegy keretezi az újjáépítési folyamatot: Patachich Gábor (1733–1745) és Patachich Ádám (1776–1784).

## A XIX. századtól napjainkig
A XIX. században nagy mértékben fejlődött az egyházi intézményrendszer (iskolák, árvaházak, kórházak), az egyházmegye egyre több pontján jelentek meg - és éreztették jótékony hatásukat a hitélet fellendítése terén - a szerzetesrendek. Bőkezű támogatóik, gyakran alapítóik voltak az érsekek, így például az európai hírű, természettudományos érdeklődésű Haynald Lajos bíboros érsek (1867-1891), valamint az egyházművészetek iránt fogékony Császka György érsek (1891–1904).

### Trianon és a szocialista korszak
A XX. században a trianoni békeszerződés az érsekség területének kétharmadát Jugoszláviához csatolta. Az ottani kormány nyomására a Szentszék 1923-ban külön apostoli kormányzóságot, 1968-ban pedig új püspökséget hozott létre a Kalocsától elszakított bácskai területen. A kommunista egyházüldözés Kalocsán is éreztette hatását. Grősz József érseket (1943-1961) koncepciós perben elítélték és 1951-től 1956-ig volt bebörtönözve. A diktatúra hanyatlásával a lelkipásztorkodás is szabadabbá vált.

### A rendszerváltás után
1993-ban II. János Pál pápa újjászervezte a kalocsai főegyházmegyét (Hungarorum Gens), kiegészítve a Váci püspökségtől és a Pécsi egyházmegyétől átvett területekkel. A Kalocsa-Kecskeméti Érsekség Kecskeméten társszékesegyházat kapott, területe azóta lényegében megegyezik Bács-Kiskun vármegye igazgatási területével, az érseki tartomány egyházmegyéi a Szeged-Csanádi és a Pécsi püspökség.
A 21. század elején 4 milliárd forintos állami támogatással felújították a kalocsai főszékesegyházat, a harangokat és restaurálták a képeket; feltárták a Szent István-kori és a gótikus elődépítményeket. Helyreállították az érseki palota leromlott állapotú részeit és tetőzetét, valamint rendezték a könyvtárat és levéltárat. Az egykori jószágkormányzóságot kívülről felújították, illetve Astriceum néven érseki múzeumot és látogatóközpontot hoztak létre. További 1,2 milliárd forintos támogatást kapott a főegyházmegye a kecskeméti nagytemplomra.
Bár korábban is előfordult néhány eset, 2024-ben számos szexuális visszaéléssel kapcsolatos bejelentés érkezett a főegyházmegyéhez, melyek alapján Bábel Balázs érsek vizsgálatokat indított; egyes, kiskorúakat érintő ügyekben rendőrségi feljelentés is történt. Ugyanebben az időszakban került napvilágra Bese Gergő dunavecsei plébános ügye, aki ellen azért indult egyházi vizsgálat, mert kettős életet élhetett, homoszexuális kapcsolatokat tartott fenn és orgiákra járt.